# 1970年太平洋颱風季
| 太平洋颱風季             |
| 主題頁 - 專題 - 編輯指南 |

1970年太平洋颱風季泛指在1970年全年內的任何時間，於赤道以北及國際換日線以西的太平洋水域，以及南中國海所產生的熱帶氣旋。雖然有關方面並沒有設下本颱風季的指定期限，但大部份於西北太平洋的熱帶氣旋通常都會於五月至十二月期間形成。
本條目的範圍僅侷限於赤道以北及國際換日線以西的太平洋及南海的水域。於赤道以北及國際換日線以東的太平洋水域產生的風暴則被稱為颶風，並被列入1970年太平洋颶風季。在西太平洋產生的熱帶風暴是由聯合颱風警報中心命名，國際編號為70xx。而凡進入或產生於菲律賓風暴責任範圍以內的熱帶低氣壓，菲律賓大氣地理天文部門 (PAGASA) 都會為它們訂立一個菲律賓名稱，作當地警報用途；因此同一個風暴有時候會有兩個不同的名稱。
以下各熱帶氣旋資訊以熱帶氣旋存在期間的最強形態為準。

## 熱帶氣旋
在1970年，有27個熱帶低氣壓形成，其中24個成為了熱帶風暴。12個成為了颱風。7個更成為了超級颱風。

### 颱風蘭茜 (Nancy)
PAGASA:Atang
台风兰茜是北半球有记录以来2月的最强风暴（按1分钟平均风速计算），但於2015年被颱風海高斯超越，而台风海高斯又被2019年的台风蝴蝶超越。

### 颱風奧嘉 (Olga)
PAGASA:Deling

### 熱帶風暴柏美娜 (Pamela)
PAGASA:Klaring

### 熱帶風暴露比 (Ruby)
PAGASA:Emang
露比於7月12日生成，在生命期內大致向西北移動，先登陸呂宋並穿越菲律賓，然後仍以熱帶風暴強度進入南海，並在華南地區進行最後一次登陸，最終在7月16日消失。皇家香港天文台在7月14日15時30分懸掛一號戒備信號，並在7月15日22時40分改掛三號強風信號。隨著露比接近香港，天文台在7月16日5時45分改掛七號（今八號東北）烈風信號，再在同日10時30分及12時分別改掛五號（今八號西北）、六號（今八號西南）烈風信號。因應露比登陸及減弱，天文台在同日14時30分改掛三號信號，22時15分除下所有信號，所有時間均為夏令時間。

### 熱帶風暴維奧莉 (Violet)
PAGASA:Heling

### 颱風葦黛 (Wilda)
PAGASA:Iliang

### 颱風比麗 (Billie)
PAGASA:Loleng

### 熱帶風暴愛倫 (Ellen)
PAGASA:Norming

### 熱帶風暴法蘭 (Fran)
PAGASA:Oyang

### 颱風喬治亞 (Georgia)
PAGASA:Pitang
喬治亞起源於9月7日的東風波，並於8日成為熱帶風暴。在越過溫暖的水域後，喬治亞於8月下旬升為颱風，又在10日達到超級颱風級數，及形成明顯風眼。喬治亞繼續增強其實力，並在登陸呂宋前，以近260公里每小時的風力達到五級颱風的頂峰強度。喬治亞在穿越菲律賓期間，當地降雨並不多，但其強風造成95人傷亡（含80人失踪），損失為140萬美元（以當年美元計）。喬治亞因菲律賓地形而被大大削弱，並於12日作為一級颱風進入南海。9月13日，一個低壓槽使喬治亞轉向北移，並在華南地區進行最後一次登陸，最終在翌日淪為殘餘低氣壓，9月16日完全消失。

#### 英屬香港
- 當地懸掛之最高熱帶氣旋警告信號： 五號風球 /  七號風球
- 最接近當地時間：9月14日上午8時
- 最接近當地方位及距離：香港天文台總部之東約120公里（汕尾紅海灣一帶）

皇家香港天文台在9月11日20時懸掛一號戒備信號，並在9月12日20時改掛三號強風信號。隨著喬治亞接近香港，天文台在9月13日22時20分改掛七號（今八號東北）烈風信號，再在9月14日4時改掛五號（今八號西北）烈風信號。因應喬治亞登陸及減弱，天文台在同日11時10分改掛三號信號，17時30分除下所有信號，所有時間均為夏令時間。

### 颱風瓊安 (Joan)
PAGASA:Sening

### 颱風姬蒂 (Kate)
PAGASA:Titang

### 熱帶風暴瑪琪 (Marge)
PAGASA:Uding

### 颱風柏茜 (Patsy)
PAGASA:Yoling

## 熱帶氣旋名單
| - Agnes - Bonnie - Carmen - Della - Elaine - Faye - Gloria - Hester - Irma - Judy - Kit - Lola - Mamie - Nina - Ora - Phyllis - Rita - Susan - Tess - Viola - Winnie | - Alice - Betty - Cora - Doris - Elsie - Flossie - Grace - Helen - Ida - June - Kathy - Lorna - Marie - Nancy 1W - Olga 2W - Pamela 3W - Ruby 4W - Sally 5W - Therese 8W - Violet 9W - Wilda 10W | - Anita 11W - Billie 12W - Clara 13W - Dot 14C - Ellen 15W - Fran 16W - Georgia 17W - Hope 18W - Iris 19W - Joan 21W - Kate 22W - Louise 23W - Marge 24W - Nora 25W - Opal 26W - Patsy 27W - Ruth 28W - Sarah - Thelma - Vera - Wanda | - Amy - Babe - Carla - Dinah - Emma - Freda - Gilda - Harriet - Ivy - Jean - Kim - Lucy - Mary - Nadine - Olive - Polly - Rose - Shirley - Trix - Virginia - Wendy |